# 허남훈
허남훈(許南薰, 1937년 1월 27일~2006년 2월 10일)은 대한민국의 정치인이다. 제2대 환경처 장관, 제15대 국회의원을 지냈다. 본관은 김해이며, 경기도 평택 출신이다.

## 학력
- 경복고등학교 졸업
- 서울대학교 법대 법학과 학사
- 서울대학교 사법대학원 법학 석사

## 경력
- 고등시험 행정사법문과 합격
- 재무부 사무처
- 상공부 총무과장 감사관 섬유공업국장,유통수입국장,동력개발국장
- 동력자원부 전기국장 기획관리실장,자원정책실장
- 대통령비서실 경제비서관
- 공업진흥처장
- 상공부 차관
- 환경부 장관
- 제15대 국회의원(평택 을) / 자유민주연합
- 자유민주연합 정책위원회 위원장(1997년)
- 자유민주연합 전임고문(2000년)
- 한나라당 특임고문(2001년)

## 역대 선거 결과
|  | 38.19% |

|  | 24.81% |

|  | 34.36% |

## 같이 보기
- 평택시 을
- 평택시의 국회의원
- 대한민국의 중소벤처기업부 장관
- 대한민국의 산업통상자원부 차관
- 대한민국의 환경부 장관